# Allassogonoporus marginalis
Allassogonoporus marginalis är en plattmaskart. Allassogonoporus marginalis ingår i släktet Allassogonoporus och familjen Allassogonoporidae. Inga underarter finns listade i Catalogue of Life.